# ريبيكا بارشمنت
ريبيكا بارشمنت هي ملكة جمال مثلت جزر كايمان في مسابقة ملكة جمال الكون 2008 وملكة جمال العالم 2007.وهي أحد أكبر المتسابقات التي شاركن في كلتا المسابقتين.